# پایانه سفیدآبی
پایانه سفیدآبی در بلوار بدیع‌الزمان همدانی در شهر همدان واقع شده و دارای مساحتی معادل ۱۴۸۳۹ مترمربع است. سرویس‌دهی این پایانه درون استانی بوده و روزانه ۱۰۰۰۰–۸۰۰۰ نفر مسافر از این پایانه جابجا می‌شوند. تعداد ۲۴ غرفه فروش بلیط شرکت‌های مسافربری در این پایانه فعالیت دارند.